# Nariño (Nariño)
Nariño es un municipio colombiano ubicado en el departamento de Nariño. Se sitúa en el noreste del nudo de los Pastos y forma parte de las estribaciones del volcán Galeras.

## Historia
La población fue originalmente fundado el 2 de septiembre de 1879 en el sitio que en época prehispánica estuvo ocupado por un poblado indígena cuyo jefe era el cacique Chaguarbamba. El 14 al 22 de mayo de 1882 se erigió como corregimiento del municipio de la Florida y el 15 de marzo de 1935 pasó a ser corregimiento del municipio de Pasto. El 29 de noviembre de 1999, mediante ordenanza departamental, se erigió como municipio.

## Geografía

### Límites
- Norte: Municipio de Chachagüí
- Oriente: Corregimiento de Genoy
- Sur: Volcán Galeras
- Occidente: Municipio de La Florida

## Economía
Es un municipio eminentemente agrícola. La zona occidental del corregimiento está formada por tierras aptas para el cultivo de maíz, papa, café, plátano, yuca y frutales. Hace parte de la zona de influencia del volcán Galeras por lo cual es afectado por la actividad volcánica.

## Vías de comunicación
El municipio se encuentra comunicado por la carretera circunvalar del Galeras con: Pasto, Genoy, la Florida, el Ingenio Sandoná, Consacá y Yacuanquer. Tiene además carreteras veredales que la comunican con las veredas de Pradera, Caldera, Arrayanes y con los corregimientos de Tunja y Matituy.